# Cò nhạn
Cò nhạn hay Cò ốc (danh pháp khoa học: Anastomus oscitans) là một loài chim thuộc Họ Hạc. Cò nhạn thường sống ở các nước trên khu vực Nam Á và Đông Nam Á. Cò nhạn có đặc điểm sống định cư, nhưng do vùng sinh sống và nơi tìm kiếm thức ăn thu hẹp nên chúng phải di cư tới vùng khác.

## Mô tả

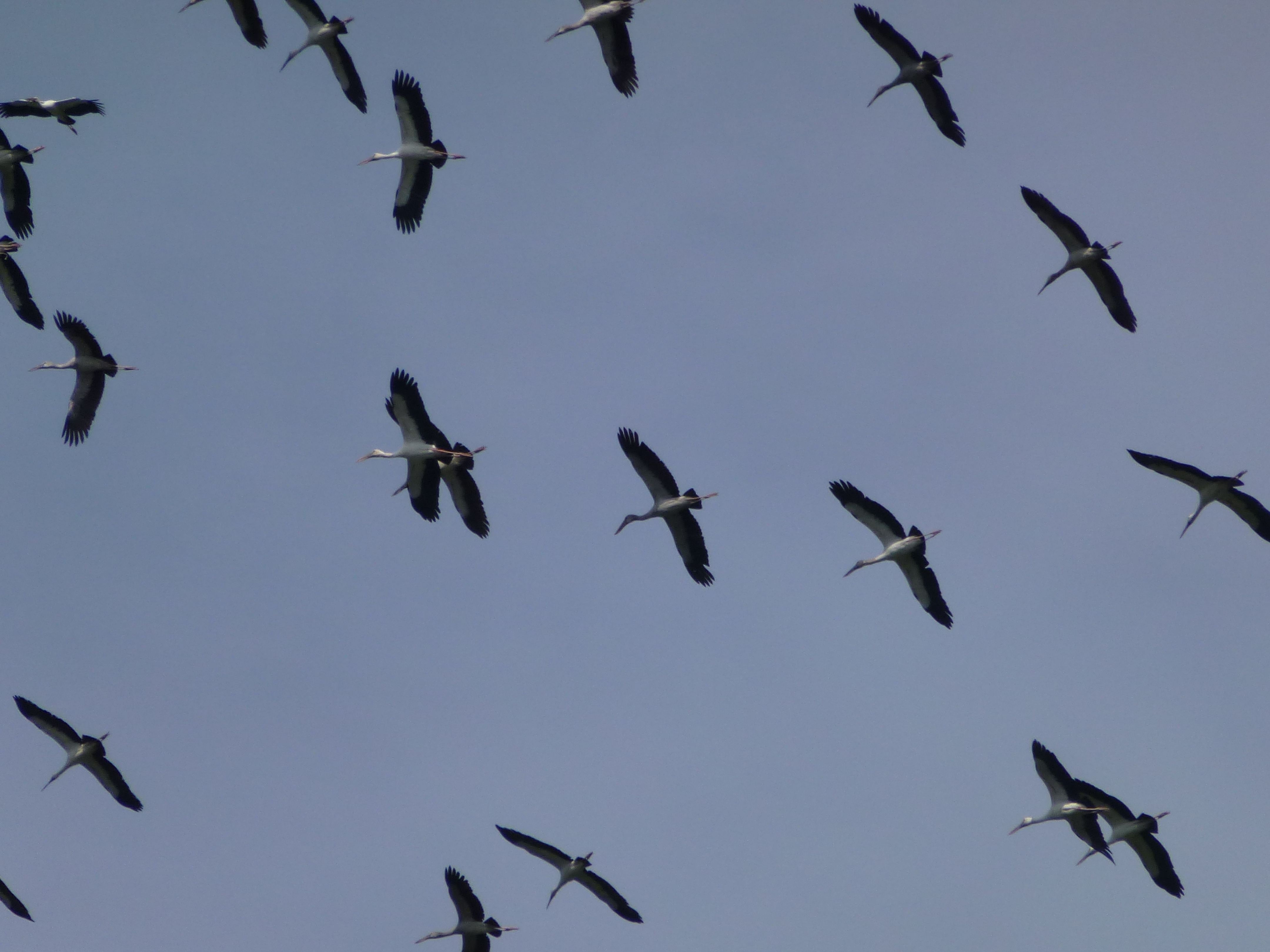
Cò ốc tại Vườn quốc gia Tràm Chim

Cò nhạn có khối lượng 1-1,2 kg. Cò nhạn chủ yếu có màu trắng với đôi cánh màu đen bóng và đuôi có ánh lục hay tía và những con trưởng thành có mỏ với một khoảng hở hẹp hình thành bởi hàm dưới uốn ngược và hàm trên hình vòng cung. Bộ lông chim trưởng thành thay đổi theo mùa. Vào mùa hè, chim trưởng thành có lông cánh sơ cấp, thứ cấp lông vai dài nhất cánh con, lông bao cánh sơ cấp, thứ cấp và lông đuôi đen có ánh lục hay hồng. Phần còn lại của bộ lông màu trắng. Còn vào mùa đông, cánh lông trắng ở mặt lưng chuyển thành xám nhạt ở chim non đầu, cổ trước ngực nâu xám nhạt. Vai nâu đen nhạt, các lông đều viền xám hung nhạt. Mỏ xám sừng hơi lục, dưới mỏ phớt hung. Mỏ trên và dưới khép không kín (mỏ hở). Chân hồng, vàng nhạt hay nâu nhạt.

## Phân bố và môi trường sống
Loài này rất hiếm ở vùng Sind và Punjab thuộc Pakistan, nhưng phân bố rộng rãi tại Ấn Độ, Sri Lanka, Burma và Thái Lan. Tại Việt Nam, loài cò nhạn chỉ xuất hiện ở một vài nơi như miền Tây Nam bộ và Tây Ninh với số lượng không nhiều. Cò nhạn thường gặp ở Cà Mau (Cái Nước, Đầm Dơi và rừng tràm U Minh).
Tại miền Bắc, cò Nhạn xuất hiện tại vùng cửa biển Hải Phòng, khu vực Tràng Cát, Tân Vũ (khu vực rừng sú vẹt - 2/5/2019 phát hiện đàn khoảng 30-40 cá thể) 
Cò nhạn sống ở các sinh cảnh khác nhau của các vùng đất ngập nước ngọt như là hồ ao, kênh mương, sông, bãi bùn ngập nước, ruộng lúa... Thức ăn chủ yếu là các loại ốc, các động vật thủy sinh như ếch, nhái, cua và côn trùng lớn.

## Sinh sản

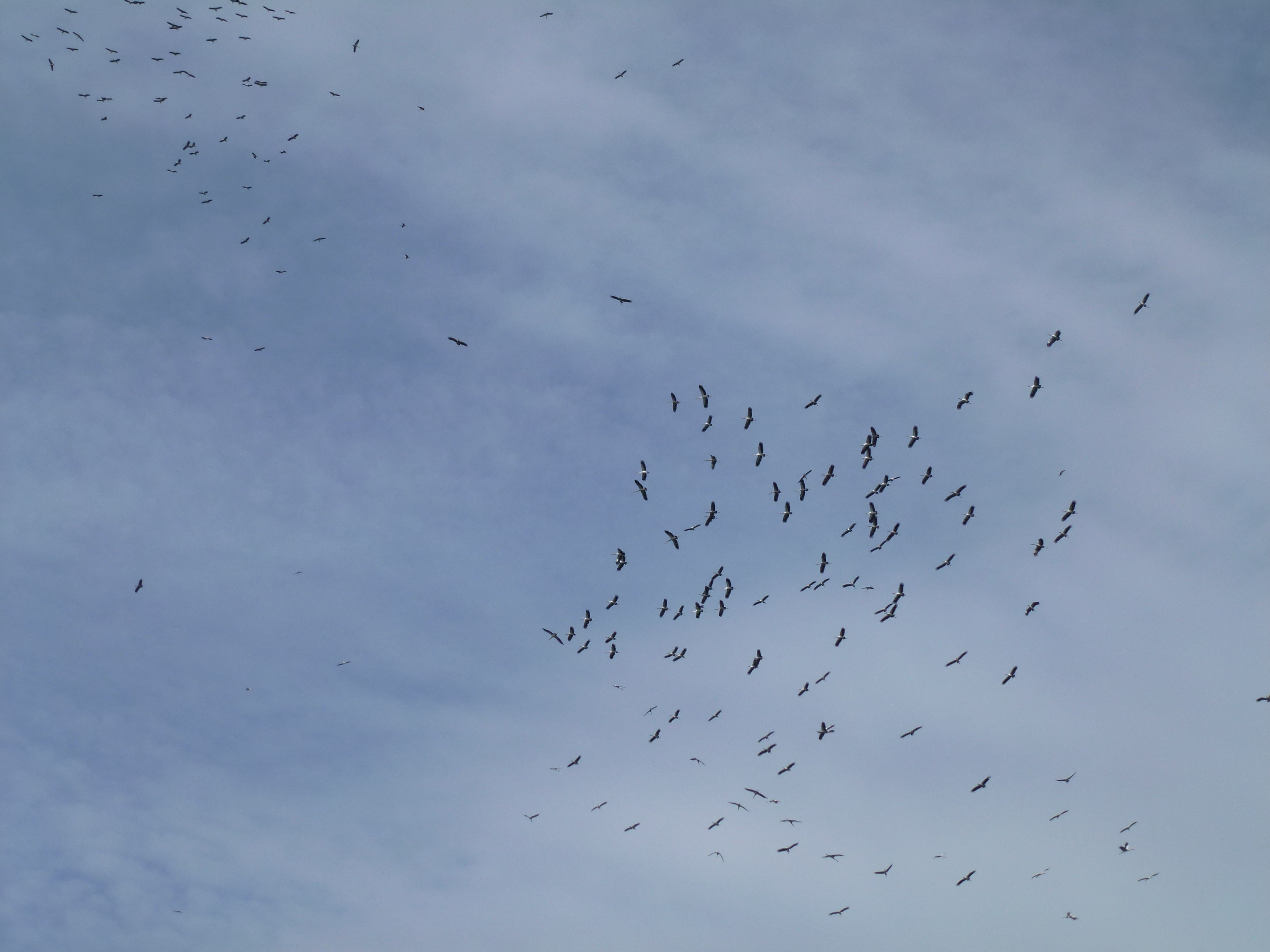
Hai đàn cò ốc tại Vườn quốc gia Tràm Chim đang nhập đàn

Mùa sinh sản là sau những cơn mưa, từ tháng Bảy đến tháng Chín ở miền bắc Ấn Độ và tháng 11 đến tháng Ba ở miền nam Ấn Độ và Sri Lanka. Chúng có thể bỏ qua sinh sản trong những năm hạn hán. Cò nhạn sinh sản thành bầy, xây dựng một tổ gồm những que thường trên cây ngập một nửa (thường là loài Barringtonia, Avicennia và cây keo)), chúng thường đẻ 2-4 trứng. Các cây làm tổ được chia sẻ với diệc trắng, chim cốc và chim cổ rắn. Các bầy làm tổ đôi khi trong các khu vực rất ồn ào chẳng hạn như bên trong làng quê. Tổ gần nhau dẫn đến xô đẩy đáng kể giữa các láng giềng. Cả chim bố lẫn chim mẹ thay phiên nhau ấp trứng, trứng nở sau khoảng 25 ngày. Con trống đôi khi có thể có tình trạng đa thê, thông thường với hai con cái có thể đẻ trứng cùng một tổ.